# Codeçoso

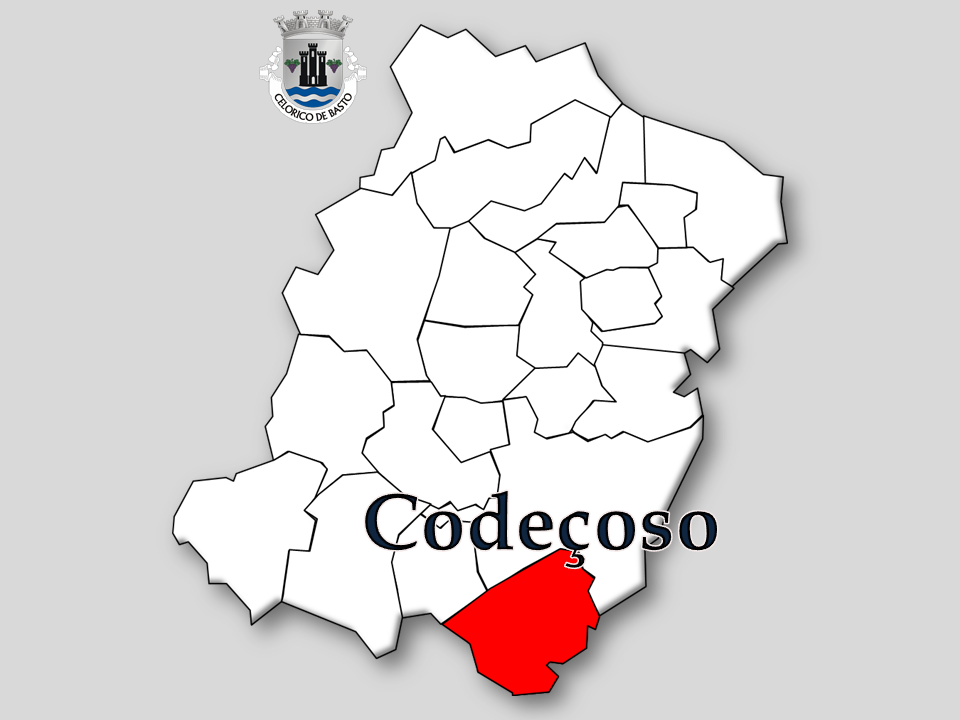
Localização da Freguesia de Codeçoso no Município de Celorico de Basto

Codeçoso é uma povoação portuguesa sede da Freguesia de Codeçoso do Município de Celorico de Basto, freguesia com 10,7 km² de área e 388 habitantes (censo de 2021) A sua densidade populacional é 36,3 hab./km².
Fez parte do couto de Aboim e Codeçoso até ao início do século XIX.
Além da sede, os lugares principais da Freguesia de Codeçoso são Agrecovo, Aldeia de Baixo, Alvarinhos, Barreirinho, Calcário, Casal do Fundo, Cerdeirinhas, Costa, Espariz, Ponte Nova, Leirinhas, Levada, Outeiro, Pedras Alvas, Portal, Portela, Portelo, Prezinha, Quinchousos, Residência, Ribeira de Santo Tirso, Sardoal, Serrinha e Vinha.

## Demografia
A população registada nos censos foi:
| Distribuição da População por Grupos Etários | Distribuição da População por Grupos Etários | Distribuição da População por Grupos Etários | Distribuição da População por Grupos Etários | Distribuição da População por Grupos Etários |
| -------------------------------------------- | -------------------------------------------- | -------------------------------------------- | -------------------------------------------- | -------------------------------------------- |
| Ano                                          | 0-14 Anos                                    | 15-24 Anos                                   | 25-64 Anos                                   | > 65 Anos                                    |
| 2001                                         | 94                                           | 77                                           | 227                                          | 105                                          |
| 2011                                         | 50                                           | 67                                           | 227                                          | 100                                          |
| 2021                                         | 30                                           | 30                                           | 188                                          | 140                                          |

## Património
- Igreja Paroquial de Codeçoso